# Embrienne
L'Embrienne est un ruisseau (ruisseau l'Embrienne) puis une petite rivière du département Pas-de-Calais, dans la région Hauts-de-France et un affluent droit de la Créquoise, donc un sous-affluent du fleuve côtier la Canche. 

## Étymologie
Son nom semble pouvoir être associé à celui du village d'Embry

## Géographie
De 6,2 km, l'Embrienne se jette dans la Créquoise (rivière de 14,8 kilomètres née à Créquy à 101 mètres d'altitude, et se jetant dans la Canche au nord de Beaurainville (à une altitude de 14 mètres,).

### Communes et cantons traversées
Dans le Pas-de-Calais, l'Embrienne irrigue et draine une partie du canton d'Hesmond, dans l'arrondissement de Montreuil et traverse les quatre communes suivantes, de l'amont vers l'aval, de Rimboval (source), Embry, Boubers-les-Hesmond, Hesmond (confluence).

### Bassin versant
Son bassin versant est très artificialisé (à 86,61 % agricole et 5,36 % urbanisé, avec seulement 7,87 % de boisements et 0,07 % de surface en eau et zones humides).

### Organisme gestionnaire
L'organisme gestionnaire est le Syndicat mixte pour la mise en œuvre du Sage de la Canche, créé le 13 avril 2000

## Affluents
Ce cours d'eau a deux affluents :
- le Ronville (rg[note 1]), 4,8 km (PK: 994700) sur les deux communes de Embry (confluence) et Rimboval (source)[6]
- le Petit Hesmond (rg), 2,8 km (PK: 998837) sur les deux communes de Hesmond (confluence) et Embry (source)[7]

## Hydrologie

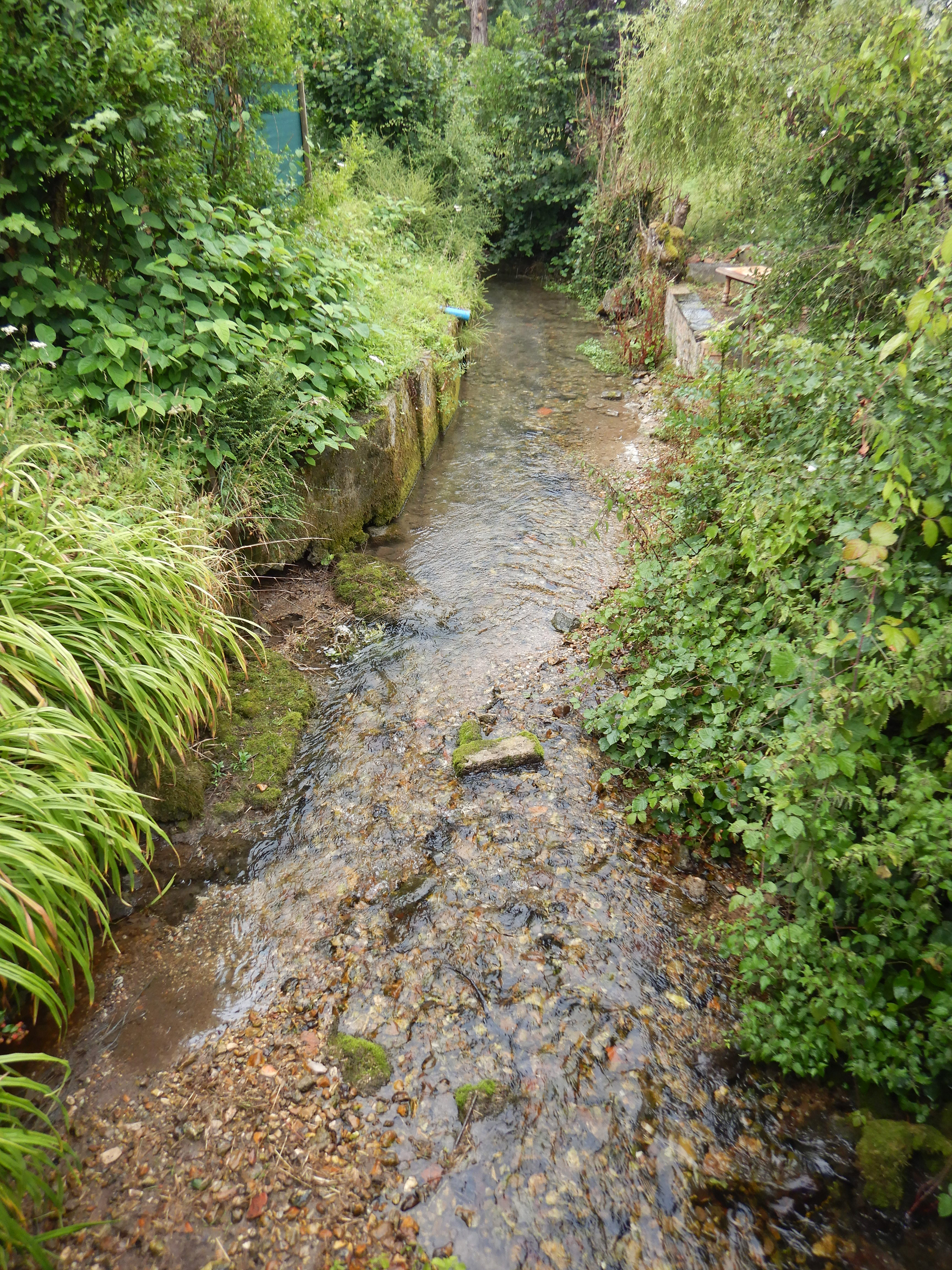
Vue de l'Embrienne, dans sa forme typique de petite rivière des 7 vallées à fond de silex, aménagée, rectifiée et aux berges localement artificialisées

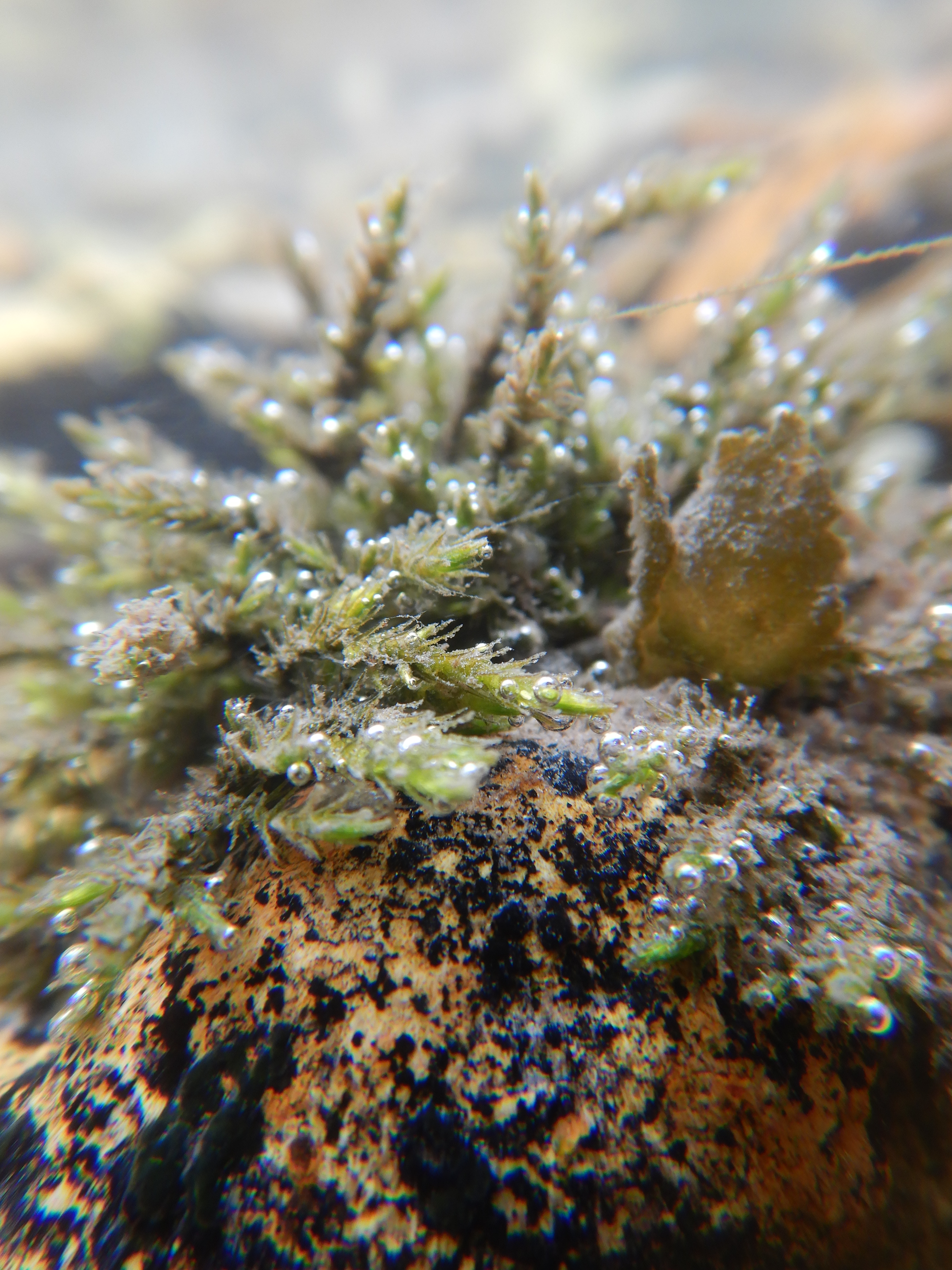
Vue subaquatique rapprochée d'un Bryophyte aquatique (Fontinale commune) et d'un nostoc (Nostoc verrucosum ?) fixés sur un rognon de silex

Au fur et à mesure de son parcours, ce ruisseau se transforme en petite rivière de 0,5 à 3-4 m de largeur et à faible débit moyen. Le fond, là où il n'est pas envasé est souvent constitué de fragments de rognons de silex de couleur ocre (matériau localement autrefois utilisé dans la construction, et substrat fréquent dans le territoire des sept Vallées).

## Écologie
Cette rivière fait partie d'un ensemble de cours d'eau et d'annexes hydrauliques aménagés pour le rétablissement de la continuité piscicole, depuis 2003, sous l'égide du Symcéa (Syndicat Mixte Canche et Affluents).